# Anticipating
»Anticipating« je pesem ameriške glasbenice Britney Spears. V Franciji je izšel kot četrti singl z njenega tretjega glasbenega albuma, Britney. Pesem je napisala Britney Spears, producirala pa sta jo Brian Kierulf in Josh Schwartz, ki sta želela s pesmijo opomniti na obdobje disko glasbe. Besedilo govori o prijateljstvu med ženskami. Glasbeni kritiki so pesmi dodeljevali v glavnem pozitivne ocene, predvsem zaradi besedila, in jo primerjali z mnogimi singli Madonne in Ricka Astleyja iz osemdesetih. Singl je užival v manjšem komercialnem uspehu, saj je na francoski glasbeni lestvici zasedel le osemintrideseto mesto. Pesem »Anticipating« je Britney Spears izvedla na turneji Dream Within a Dream Tour (2001 – 2002), kjer je med nastopom nosila pokrpano krilo iz džinsa in plesala pred velikanskimi risbami, narisanimi s svinčnikom. Videospot pesmi je bil sestavljen predvsem iz prizorov z DVD-ja Live from Las Vegas.

## Ozadje in sestava
Pesem »Anticipating« so napisali Britney Spears, Brian Kierulf in Josh Schwartz, producirala pa sta jo le Brian Kierulf in Josh Schwartz. Posneli so jo v studiu Rusk Sound v Jacksonu, New Jersey, v studiu Sound in v studiu Battery v New York Cityju. Remix za pesem je Stephen George posnel v studiu Battery. Zvok so urejali Aaron Kaplan, Rich Tapper, Jill Tengan in Charles McCrorey, Nile Rodgers pa je na pesmi igral kitaro. Bas kitaro in programiranje je opravil Brian Kierulf. Spremljevalne vokale sta zapeli Britney Spears in Jennifer Karr.
Pesem »Anticipating« je pesem z disko zvokom iz sedemdesetih. Po podatkih, objavljenih na spletni strani musicnotes.com, ki je v lasti podjetja Universal Music Publishing Group, je pesem napisana v F-duru, vokali Britney Spears pa se raztezajo od F3 do A4. Temu sledi procesija akordov B(9)–C–Dm7–B(9). Besedilo pesmi govori o prijateljstvu med ženskami.

## Sprejem
Jane Stevenson iz revije Jam! je pesem »Anticipating« označila za najmočnejšo pesem na albumu. Novinarka revije Yale Daily News, Catherine Halaby, je pesem označila za »zabavno, luštkano disko balado«. Nikki Tranker s spletne strani PopMatters je dejala, da pesem »Britneyjinim oboževalcem ponuja malce drugačen, a še vedno preprost zvok s prelepim poudarjenim in izpopolnjenim disko zvokom iz sedemdesetih.« Jim Farber iz revije Daily News je v oceni turneje Dream Within a Dream Tour pesem »Stronger« in pesem »Anticipating« označil za »[dve] dekliški himni«. Katie Perone iz revije Loyola Greyhound je dejala, da je pesem »zabavna, dekliška pesem, ki bi bila po vsej verjetnosti zelo uspešna, če bi jo izdali na albumu Oops!.« Barry Walters iz revije Rolling Stone je napisal, da pesem »po evforiji spominja na single Ricka Astleyja, saj nas vznemeri brez oblikovanja zvokov tako teatralno, kot Nickelodeonovi zvezdniki.« Joan Anderman iz revije The Boston Globe je pesem primerjal s prvimi Madonninimi pesmimi, kot je na primer pesem »Holiday«. Med oceno albuma je David Browne, novinar revije Entertainment Weekly, kritiziral pesmi »Anticipating« in »Bombastic Love« zaradi »zanašanja na preizkušene formule«. 26. julija 2002 je pesem zasedla šestinštirideseto mesto na francoski glasbeni lestvici. Naslednji teden je pesem že zasedla osemintrideseto mesto.

## Promocija
Britney Spears je pesem izvedla na turneji Dream Within a Dream Tour. Nastop se je pričel z video uvodom, v katerem se je Britney Spears pogovarjala s svojimi spremljevalnimi plesalci. Nato se je oblečena v krilo iz džinsa pojavila na odru. Ozadje so sestavljale razne barvne risbe hiš in avtomobilov. Po drugem delu pesmi je občinstvo pozvala k temu, da so peli skupaj z njo. Na koncu nastopa je na kratko govorila z občinstvom, nato pa se preoblekla v krilo in kratko majico ter začela izvajati pesem »I'm a Slave 4 U«. Shaheem Reid iz MTV-ja je v svoji oceni koncerta v Columbusu, Ohio napisal: »Britney je morala pozabiti, da so disko pesmi zdaj malce drugačne, saj je vse spodbujala k temu, da so peli skupaj z njo [...] Čeprav je občinstvo ploskalo in skakalo, je morala Britney peti sama.« Videospot za pesem, ki ga je režiral Marty Callner, je bil sestavljen iz posnetkov z DVD-ja Live from Las Vegas. Dodali so še mnoge dodatne učinke, vključno z disko kroglo in imenom pesmi, ki se je na začetku pojavilo na ekranu. Pesem so promovirali tudi z reklamo, ki jo je Britney Spears posnela za podjetje Toyota Vios.

## Seznam verzij
- CD s singlom[16]

1. »Anticipating« – 3:16
2. »I'm Not a Girl, Not Yet a Woman« (Metrov remix) – 5:25
3. »Overprotected« (Darkchildov remix) – 3:18